# Leslie Orgel
Pour les articles homonymes, voir Orgel.
Leslie Eleazer Orgel (12 janvier 1927 - 27 octobre 2007) est un chimiste britannique.

## Biographie
Né à Londres, Orgel obtient son B.A. en chimie avec la mention first class honours à l'université d'Oxford en 1949. En 1950, il est élu membre du Magdalen College d'Oxford et, en 1951, il obtient son Ph.D en chimie, toujours à Oxford.
Orgel travaille d'abord en chimie théorique et inorganique, d'abord à Oxford, puis au California Institute of Technology, et ensuite à l'université de Chicago. Avec Sydney Brenner, Jack D. Dunitz, Dorothy Hodgkin, et Beryl M. Oughton, il est l'un des premiers scientifiques, en avril 1953, à prendre connaissance de la structure de l'ADN découverte par Francis Crick et James D. Watson. Orgel travaille ensuite avec Crick au Salk Institute for Biological Studies. En 1955, il rejoint le département de chimie à l'université de Cambridge. Il travaille sur les complexes des métaux de transition, publie plusieurs articles et écrit un ouvrage à ce sujet : Transition Metal Chemistry: Ligand Field Theory (1960).
Durant les années 1970, Leslie Orgel suggère avec Francis Crick que la théorie de la panspermie explique la présence de la vie sur Terre. Avec Stanley Miller, Orgel suggère que les acides peptiques nucléiques constituent les premières briques de la vie prébiotique.
Orgel meurt d'un cancer le 27 octobre 2007 au San Diego Hospice and Palliative Care de San Diego, Californie.

## Postérité
Le nom de Leslie Orgel, avec celui de J. S. Griffith, est souvent associé à la théorie du champ de ligands, qu'ils développent dans les années 1950 à 1960 et qui sert encore aujourd'hui à décrire les complexes de coordination.
Il a également laissé son nom aux diagrammes d'Orgel, développés un peu avant, et qui permettent de prédire qualitativement le spectre d'absorption de ces complexes dans le cadre de la théorie du champ cristallin ou de sa propre théorie du champ des ligands.
Son nom est aussi associé aux règles d'Orgel qui concernent l'évolution moléculaire et qui peuvent se traduire ainsi :
1. Quand un processus spontané est trop lent ou inefficace, une protéine va évoluer pour le rendre plus rapide ou plus efficace.
2. L'évolution est plus astucieuse que vous.

Cette seconde règle d'Orgel est la plus souvent citée mais parfois mal comprise : elle ne signifie pas que le processus de sélection naturelle serait en soi intelligent, astucieux ou intentionnel, mais que les produits de l’évolution sont ingénieux.

## Distinctions
- Membre de la National Academy of Sciences
- Membre de la Royal Society of London
- Membre de l'American Academy of Arts and Sciences

## Publications
- Leslie E. Orgel, An Introduction to Transition-Metal Chemistry. The Ligand Field Theory, 1961
- Leslie E. Orgel, The Origins of Life: Molecules and Natural Selection, 1973
- Leslie E. Orgel et Stanley L. Miller, The Origins of Life on the Earth, 1974